# 大伴坂上二嬢
大伴坂上二嬢（おおとも の さかのうえ の おといらつめ、生没年不詳）は、奈良時代の女性。坂上家之二嬢とあり、大伴宿奈麻呂と坂上郎女の間の次女。坂上大嬢の妹。大伴駿河麻呂と坂上郎女との贈答に、駿河麻呂と二嬢との婚約を暗示する節がある。